# 姉別車站
姉別車站（日语：／ Anebetsu eki */?）是位於北海道厚岸郡濱中町大字後靜村小字姉別的北海道旅客鐵道（JR北海道）根室本線（花咲線）的鐵路車站。電報略號為アネ。
車站名稱來自阿伊努語的「ane-pet/（細小之川）」。

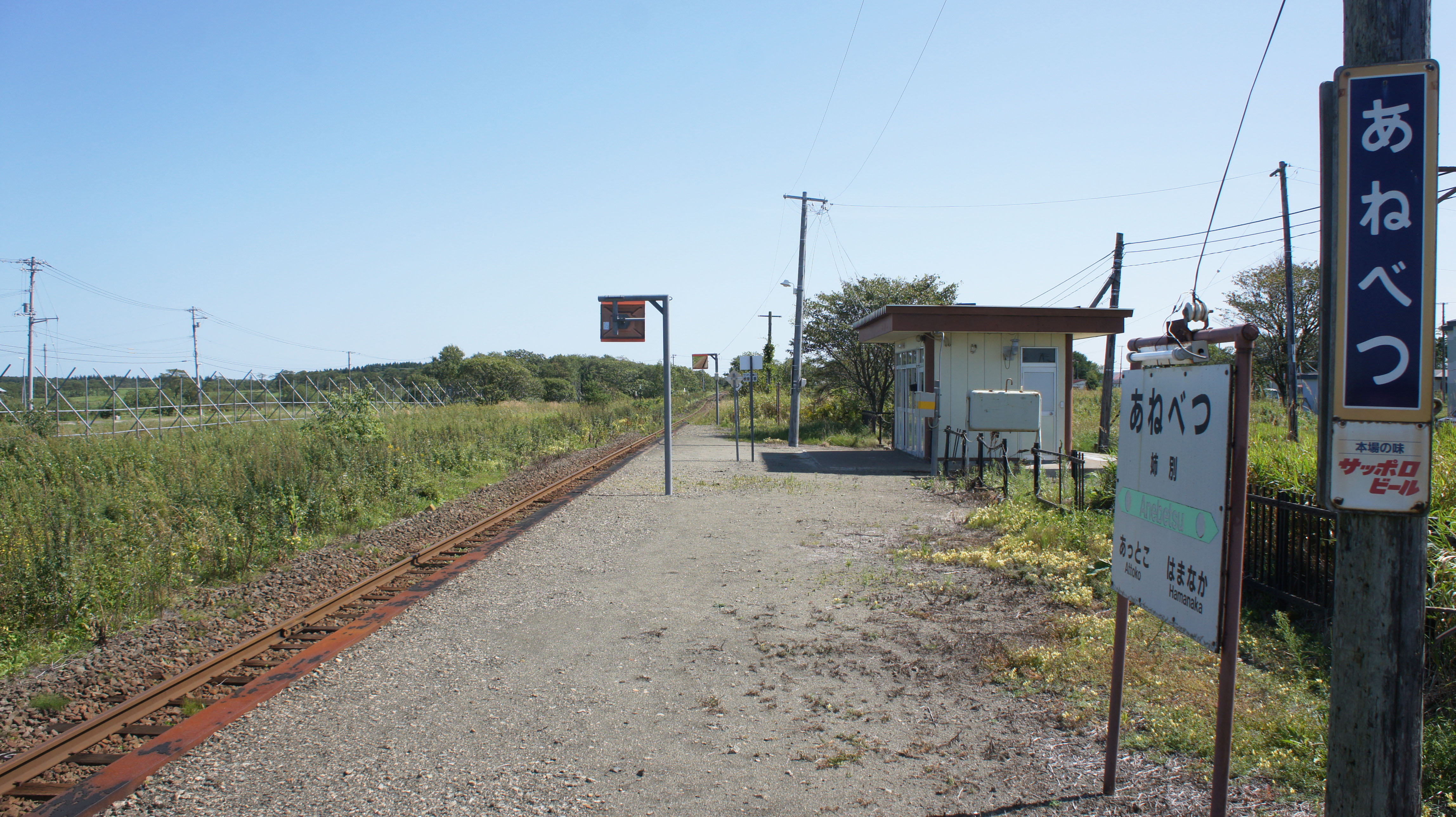
月台（2018年9月）

## 歷史
- 1919年（大正8年）11月25日 - 因官設鐵道厚岸～厚床之間開始營業而設置。為一般車站。
- 1942年（昭和17年）1月 - 車站大樓改建。
- 1973年（昭和48年）2月5日 - 廢除貨物及行李處理。車站直線化。
- 1979年（昭和54年）12月17日 - 車站大樓改建。
- 1987年（昭和62年）4月1日 - 國鐵分割民營化後，由JR北海道繼承。

## 車站構造
姉別車站為1面1線、側式月台的地面車站。亦設有列車交換設施，軌道在車站的前後兩端有少許彎曲。而等候室亦與初田牛車站及新吉野車站有相同的設計。為無人車站。

## 車站周邊
- 北海道道988號貰人姉別原野線
- 姉別郵政局（併設日本郵政釧路分店姉別配送中心）
- 濱中町立姉別南小中學
- 奔幌戶港

## 相鄰車站
北海道旅客鐵道（JR北海道）
根室本線（花咲線）
快速「花咲」、快速「納沙布」
通過
普通
濱中－姉別－厚床

## 外部連結
- （日語）JR北海道 – 姉別車站（页面存档备份，存于）
- （日語）姉別車站（页面存档备份，存于）
- （日語）全驛參觀之旅（页面存档备份，存于）

1. ↑   (PDF). 北海道旅客鐵道.   [2017-03-11]. （原始内容 (PDF)存档于2017-01-09） （中文（繁體））.
2. ↑   (PDF). JR北海道.   [2017年7月7日]. （原始内容 (PDF)存档于2017年7月14日） （中文（中国大陆））.